# Rigai csata
A rigai csata a svéd és szász-lengyel csapatok közt lezajlott nagyszabású ütközet, 1701. július 19-én.

## A csata stratégiai előzményei
XII. Károly svéd király 1700-ban a narvai csatában súlyos vereséget mért az oroszokra, s már fontolgatta a fővárosuk elleni azonnali támadást, de személyes okokból Szászország-Lengyelország ellen fordult, mivel Ágost szász fejedelem és lengyel király,
Károly unokatestvérét is meg akarta büntetni, amiért részt vett a Svédország elleni koalíciós háborúban. Ezt a hibát I. (Nagy) Péter mérte fel leginkább.
Rigát Ágost erői ostromolták Sternau tábornagy vezérletével. Amikor megérkezett Károly 15 ezer fős seregével, a szászok ütközetbe bocsátkoztak vele.

## A csata
Az egyesült szász és lengyel hadak alig voltak kisebbek a svédeknél, s a Nyugati-Dvina bal partján helyezkedtek el, csatarendben.
A svédek mielőtt átkeltek volna a folyón, trágya és nedves szén égetésével zavarták a szászokat és a lengyeleket, hogy azok ne láthassák őket. Károly stratégiája az volt, hogy a füstfelhő védelmében kel át a folyón, mivel Narvánál már voltak ezzel pozitív tapasztalatai, ugyanis a csata előtt kitört a hóvihar, és a sűrű hóesésben az oroszok nem láthatták, ahogy a támadást megindítja.
Így történt ez most is. De alighogy átkeltek, még teljesen ki sem alakították a hadrendet, a szász lovasság rohammal visszaverte őket, majdnem a folyóba.
Károly a gyalogság élén ellentámadásba ment át a szász gyalogsági, és a lengyel haderőt is visszaszorítva.
Bár a szászok és a lengyelek keményen ellenálltak a svédeknek, de vereséget szenvedtek és kiszorultak Livóniából.

## A svéd győzelem hatása
A lengyel-szász hadak rövidesen Litvániát is fel kellett, hogy adják.
Károly azonban maga is kezdett abban hinni, hogy győzhetetlen ő maga és serege, ami később vesztét okozta. Sorozatos csatákban hol együtt, hol külön-külön verte meg a lengyeleket és szász szövetségeseiket. A kliszówi ütközet döntő kimenetelű lett a lengyelországi hadjáratra nézve, de annyira elhúzódott, hogy Péternek bőven volt ideje egész országát és hadseregét átszerveznie, ami elvezetett a svédek poltavai vereségéhez.